# Chañaral
Chañaral est ville et une commune du Chili qui comprend une petite ville côtière et est située dans le centre-nord du Chili, dans la région d'Atacama, province de Chañaral. Son nom vient de l'arbre homonyme : le chagnard. Fondée en 1833 à proximité d'une mine de cuivre, elle compte 13 698 habitants environ (2016) et est la capitale de la province de Chañaral. Elle se situe à 970 km de Santiago du Chili le long de la Panaméricaine et à 167 km de la capitale régionale Copiapó. La ville marque l'entrée du désert d'Atacama qui s'étend au nord. Le parc national Pan de Azúcar est situé à proximité immédiate au nord de la ville.
Chañaral possède un petit aéroport (code AITA : CNR).

Position de Chañaral (en rouge) au sein de la Région d'Atacama.

## Personnalités liées
- Daniella Cicardini (née en 1987), y a été élue députée